# Churchill (Somerset)
Churchill est une paroisse civile et un village du Somerset, en Angleterre.